# Tillomorpha myrmicaria
Tillomorpha myrmicaria là một loài bọ cánh cứng trong họ Cerambycidae.